# Afrodiastictus ceratus
Afrodiastictus ceratus är en skalbaggsart som beskrevs av Clement 1969. Afrodiastictus ceratus ingår i släktet Afrodiastictus och familjen Aphodiidae. Inga underarter finns listade i Catalogue of Life.